# Colonia Tiempos Modernos
Tiempos Modernos fue una colonia individualista que comenzó el 21 de marzo de 1851 sobre 750 acres (3 km²) de tierra en Long Island, Nueva York, por iniciativa de los anarquistas Josiah Warren y Stephen Pearl Andrews. Duró hasta casi el final de la década de 1880.

## Economía
Por contrato, toda la tierra comprada y vendida a precio de costo, con tres acres siendo la máxima medida. La comuna anarquista estaba basada en la idea de la soberanía del individuo y la responsabilidad individual. Hubo un acuerdo de que no existiría iniciación de coerción, dejando a todos los individuos seguir sus propios intereses y su propio beneficio. Todos los productos de su labor eran considerados propiedad individual y privada. La comunidad tenía un sistema monetario local basado en el trabajo intercambiable para comerciar bienes y servicios (mutualismo).
Todas las tierras eran propiedad privada con la excepción de los callejones que eran inicialmente considerados propiedad común o comunitaria aunque luego también se convirtieron en propiedad al cuidado individual, desde el concepto y la perspectiva anarcoindividualista de la propiedad. 

## Convivencia
Ningún sistema de autoridad existía en la colonia, no había cortes, ni cárceles y no había policía; aun así no hay reportes de que haya existido algún problema con la delincuencia allí. Esto parece darle la razón a las teorías de Warren de que la más importante causa de violencia en la sociedad era mayormente atribuible a la policía y a las leyes que no permiten la individualidad completa, desarrollada en la persona, en la propiedad, etc. De todas formas, la modesta población en la comunidad  debe ser considerado un factor en esta característica. 

## Final
La guerra civil estadounidense, así como la infiltración en la comunidad de personas que no compartían  la misma filosofía económica y anarquista son tomadas como las causas que contribuyeron a su eventual disolución. La localización es hoy conocida como  Brentwood, Nueva York. Casi todos los edificios que existían en Tiempos Modernos han sido destruidos.